# Cromossoma 16

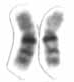
Par de cromossoma 16

O cromossoma 16 é um dos 23 pares de cromossomas do cariótipo humano.
Existem diversas doenças associadas a genes do cromossoma 16, entre elas:
- Acidúria malônica e metilmalônica combinada (CMAMMA)
- Esclerose tuberosa
- Síndrome de Rubinstein-Taybi
- Doença do rim policístico
- Hemoglobinopatias